# Cassone
Cassone (mn. cassoni) ili svadbeni kovčeg je bogato ukrašena raskošna škrinja tipična za Italiju. Ukrasi su mogli biti ugravirani ili prilijepljeni, potom oslikani i pozlaćeni. Izraz pastiglia koristio se za dekoraciju u niskom reljefu oblikovanom od gipsa ili ugraviranom, koji se vrlo često koristio. Cassone ("velika škrinja") bio je jedan od statusnih simbola bogatih trgovaca i aristokrata u talijanskoj kulturi od kasnog srednjeg vijeka nadalje i bio je vjerojatno najvažniji dio namještaja toga doba. Davao se mladenki kako bi u njemu držala odjeću za vjenčanje, a nakon vjenčanja u njemu je donosila miraz novoj obitelji.
Postoji, međutim, niz različitih suvremenih naziva za škrinje i pokušaji modernih stručnjaka da ih razlikuje ostaju špekulacije tako da se u praksi sve dekorirane talijanske škrinje toga doba nazivaju cassoni, što vjerojatno nije bio slučaj u prošlosti. Kao primjer se može navesti pojam forziere vjerojatno korišten za ukrašenu škrinju s bravom.

## Opis
Pošto je cassone služio za pohranjivanje osobnih stvari mladenke, bio je logično sredstvo za spomen na vjenčanje u obliku oslikanih dekoracija obiteljskih grbova i laskave alegorije nakon što su kao ukras uvedeni oslikani paneli u ranom razdoblju quattrocenta. Bočni paneli bili su odlična ravna površina za oslikavanje, najčešće temama dvorske ljubavi ili puno rjeđe religijskim temama. U 15. stoljeću postaju popularni motivi iz klasične povijesti i mitologije. Veliki firentinski umjetnici 15. stoljeća angažirani su u ukrašavanju cassonea no Giorgio Vasari se žalio da su mnogi umjetnici prihvaćali taj posao, premda su smatrali da je ispod časti za jednog umjetnika. Neki su se toskanski umjetnici u Sieni i Firenci specijalizirali za ukrašavanje drvenih panela na cassoneu. Ovi su se paneli očuvali kao samostalna umjetnička djela pošto su ih kolekcionari i trgovci umjetnina 19. stoljeća skupljali, često odbacujući sam cassone. Od kasnih 1850-ih započelo se s proizvodnjom neorenesansnih cassona za trgovce kao što su William Blundell Spence, Stefano Bardini i Elia Volpi s ciljem da se sačuvani originalni ukrašeni paneli mogu predstaviti klijentima u glamuroznijem i "authentičnijem" obliku.
Tipično mjesto gdje se pozicionirao cassone bilo je podnožje kreveta koji je bio zatvoren u zavjese. Takvo uređenje karakteristično je za prikazivanje scena Blagovijesti ili Pohođenja Svete Ane Djevici Mariji. Cassone je uglavnom bio nepomičan dio namještaja. U kulturi gdje su stolice bile rezervirane za važne ličnosti, ljudi su često neformalno sjedali na jastuke postavljene na pod prostorije, a cassone se koristio kao naslon za leđa ili kao stol. Simbolična "poniznost" što je suvremeni stručnjaci iščitavaju u prikazima Blagovijesti gdje ja Marija prikazana kako sjedi na podu i čita, vjerojatno podcjenjuje uobičajenu praksu sjedenja onog doba.
S krajem 15. stoljeća profilirao se novi stil i ranorenesansni cassoni u središnjoj i sjevernoj Italiji počinju se ukrašavati i djelomično pozlaćivati s klasicističkim dekoracijama kao što su užlijebljeni kutni pilastri, frizevi i okviri, te ukrašeni paneli u visokom i niskom reljefu. Pri izradi nekih cassona iz ranog i srednjeg 16. stoljeća umjetnici su se inspirirali na starorimske sarkofage (ilustracija desno).
Cassone s visokim naslonom i ponekad osloncem za noge za potrebe molitve ili svakodnevnu upotrebu nazivao se cassapanca ("kovčeg-klupa"). Cassapanche su bile pričvršćene za podlogu i zidove i nalazile su se u glavnim javnim prostorijama palača, u salama ili salonima. Činile su dio tzv. immobili ("nekretnine") i nisu se premještale čak ni kad bi palača promijenila vlasnika.

## Vanjske poveznice
- Medieval & Renaissance Chests and Trunks - Includes cassoni of the 14th-16th centuries